# Paulinho (calciatore 2000)
Paulinho, pseudonimo di Paulo Henrique Sampaio Filho (Rio de Janeiro, 15 luglio 2000), è un calciatore brasiliano, attaccante del Palmeiras.

## Caratteristiche tecniche
Ala molto veloce e abile nel dribbling, dotata di grande atletismo, è in possesso di un'ottima tecnica individuale. Oltre a essere pericoloso nel dribblaggio, è capace di tagliare in area di rigore con efficacia, il suo pide forte è il destro pur sapendo calciare anche con il mancino. Per le sue caratteristiche è stato paragonato a Robinho.
Nel 2017 viene inserito da The Guardian tra i migliori 60 talenti della sua generazione.

## Carriera

### Club

#### Vasco da Gama
Cresciuto nel Vasco da Gama, ha esordito in prima squadra il 13 luglio 2017, nella partita di Série A vinta per 1-4 contro il Vitória, fornendo anche un assist. Il 24 luglio è diventato il giocatore più giovane di sempre (ed il primo nato negli anni 2000) a segnare nella competizione, decidendo con una doppietta la partita vinta contro l'Atlético Mineiro.

#### Bayer Leverkusen
Il 27 aprile 2018 viene acquistato per 18.5 milioni di euro dal Bayer Leverkusen, con cui firma un quinquennale. Le prime due stagioni gioca maggiormente come subentrante a gara in corso collezionando 4 goal con 2 assist. La sfortuna non aiuta il talento brasiliano, il 2 Luglio 2020 subisce la rottura del legamento crociato che lo tiene ai box per tutta la stagione. Al rientro dall'infortunio trova parecchio spazio nella stagione 2021-2022 mettendo a segno 4 goal e 3 assist in 30 gare tra campionato e coppe. Complice la tanta concorrenza nel ruolo trova poco spazio la stagione successiva e fa ritorno in patria in prestito all'Atletico Mineiro per la stagione 2022-2023.

#### Atletico Mineiro
Il ritorno in patria è un successo per Paulinho,che riesce a riscattare delle stagioni deludenti per il suo effettivo potenziale. Trova fin da subito la titolarità convincendo a suon di ottime prestazioni e di tanti goal. Segna ben 31 goal e serve 8 assist tra Serie a e Copa Libertadores. Grazie alle 20 reti totalizzate vince il titolo di capocannoniere di Serie a,giocando in coppia con Hulk.
A fine stagione,svincolato dal Bayer Leverkusen dopo la scadenza di contratto,firma con il club brasiliano fino al 31 Dicembre 2026.
Il 31 dicembre Paulinho ha concluso la sua permanenza al Galo, dove dopo due stagioni, con 120 partite, 50 gol, 12 assist e due titoli del Campeonato Mineiro, nel 2023 e 2024. È stato capocannoniere del Brasileiro 2023, con 20 gol, e la squadra nei due anni al Galo: 31 gol nel 2023 e 19 nel 2024. È stato anche Capocannoniere di Galo nelle ultime due edizioni della Libertadores, con sette gol ciascuna.

### Nazionale
Nel 2017 ha vinto con la nazionale under-17 brasiliana il Campionato sudamericano Under-17 ed è arrivato terzo al Mondiale di categoria, Paulinho segna un gol contro la Spagna e la Germania vincendo entrambi i match per 2-1 inoltre è autore della rete del 2-0 sconfiggendo la Corea del Sud.
Viene convocato per giocare con la nazionale olimpica ai Giochi di Tokyo, vince la medaglia d'oro, Paulinho segna la rete del 4-2 battendo la Germania.
Il 16 novembre 2023 esordisce in nazionale maggiore nella sconfitta per 2-1 in casa della Colombia.

## Statistiche

### Presenze e reti nei club
Statistiche aggiornate al 19 giugno 2025.
| Stagione                | Squadra                 | Campionato              | Campionato | Campionato | Coppe nazionali | Coppe nazionali | Coppe nazionali | Coppe continentali | Coppe continentali | Coppe continentali | Altre coppe | Altre coppe | Altre coppe | Totale | Totale |
| Stagione                | Squadra                 | Comp                    | Pres       | Reti       | Comp            | Pres            | Reti            | Comp               | Pres               | Reti               | Comp        | Pres        | Reti        | Pres   | Reti   |
| ----------------------- | ----------------------- | ----------------------- | ---------- | ---------- | --------------- | --------------- | --------------- | ------------------ | ------------------ | ------------------ | ----------- | ----------- | ----------- | ------ | ------ |
| 2017                    | Vasco da Gama           | A1/RJ+A                 | 0+18       | 3          | CB              | 0               | 0               |                    | -                  | -                  |             | -           | -           | 18     | 3      |
| 2018                    | Vasco da Gama           | A1/RJ+A                 | 11+0       | 2+0        | CB              | 0               | 0               | CL                 | 6                  | 2                  |             | -           | -           | 17     | 4      |
| Totale Vasco da Gama    | Totale Vasco da Gama    | Totale Vasco da Gama    | 29         | 5          |                 | 0               | 0               |                    | 6                  | 2                  |             | -           | -           | 35     | 7      |
| 2018-2019               | Bayer Leverkusen        | BL                      | 15         | 0          | CG              | 2               | 0               | UEL                | 4                  | 1                  |             | -           | -           | 21     | 1      |
| 2019-2020               | Bayer Leverkusen        | BL                      | 13         | 3          | CG              | 2               | 0               | UCL+UEL            | 2+2                | 0                  |             | -           | -           | 19     | 3      |
| 2020-2021               | Bayer Leverkusen        | BL                      | 1          | 0          | CG              | 0               | 0               | UEL                | 0                  | 0                  |             | -           | -           | 1      | 0      |
| 2021-2022               | Bayer Leverkusen        | BL                      | 24         | 4          | CG              | 1               | 0               | UEL                | 6                  | 0                  |             | -           | -           | 31     | 4      |
| 2022-gen. 2023          | Bayer Leverkusen        | BL                      | 4          | 1          | CG              | 1               | 0               | UCL+UEL            | 2+0                | 0                  |             | -           | -           | 7      | 1      |
| Totale Bayer Leverkusen | Totale Bayer Leverkusen | Totale Bayer Leverkusen | 57         | 8          |                 | 6               | 0               |                    | 16                 | 1                  |             | -           | -           | 79     | 9      |
| 2023                    | Atlético Mineiro        | M1/MG+A                 | 11+36      | 2+20       | CB              | 3               | 2               | CL                 | 11                 | 7                  |             | -           | -           | 61     | 31     |
| 2024                    | Atlético Mineiro        | M1/MG+A                 | 11+26      | 2+8        | CB              | 10              | 2               | CL                 | 12                 | 7                  | -           | -           | -           | 59     | 19     |
| Totale Atletico Mineiro | Totale Atletico Mineiro | Totale Atletico Mineiro | 22+62      | 4+28       |                 | 13              | 4               |                    | 23                 | 14                 |             | -           | -           | 120    | 50     |
| 2025                    | Palmeiras               | A1/SP+A                 | 0+7        | 0+0        | CB              | 2               | 0               | CL                 | 2                  | 1                  | CmC         | 4           | 2           | 15     | 3      |
| Totale carriera         | Totale carriera         | Totale carriera         | 177        | 45         |                 | 21              | 4               |                    | 47                 | 18                 |             | 4           | 2           | 249    | 69     |

### Cronologia presenze e reti in nazionale
| Cronologia completa delle presenze e delle reti in nazionale ― Brasile | Cronologia completa delle presenze e delle reti in nazionale ― Brasile | Cronologia completa delle presenze e delle reti in nazionale ― Brasile | Cronologia completa delle presenze e delle reti in nazionale ― Brasile | Cronologia completa delle presenze e delle reti in nazionale ― Brasile | Cronologia completa delle presenze e delle reti in nazionale ― Brasile | Cronologia completa delle presenze e delle reti in nazionale ― Brasile | Cronologia completa delle presenze e delle reti in nazionale ― Brasile |
| Data                                                                   | Città                                                                  | In casa                                                                | Risultato                                                              | Ospiti                                                                 | Competizione                                                           | Reti                                                                   | Note                                                                   |
| ---------------------------------------------------------------------- | ---------------------------------------------------------------------- | ---------------------------------------------------------------------- | ---------------------------------------------------------------------- | ---------------------------------------------------------------------- | ---------------------------------------------------------------------- | ---------------------------------------------------------------------- | ---------------------------------------------------------------------- |
| 16-11-2023                                                             | Barranquilla                                                           | Colombia                                                               | 2 – 1                                                                  | Brasile                                                                | Qual. Mondiali 2026                                                    | -                                                                      | 69’                                                                    |
| Totale                                                                 |                                                                        | Presenze                                                               | 1                                                                      |                                                                        | Reti                                                                   | 0                                                                      |                                                                        |

| Cronologia completa delle presenze e delle reti in nazionale ― Brasile olimpica | Cronologia completa delle presenze e delle reti in nazionale ― Brasile olimpica | Cronologia completa delle presenze e delle reti in nazionale ― Brasile olimpica | Cronologia completa delle presenze e delle reti in nazionale ― Brasile olimpica | Cronologia completa delle presenze e delle reti in nazionale ― Brasile olimpica | Cronologia completa delle presenze e delle reti in nazionale ― Brasile olimpica | Cronologia completa delle presenze e delle reti in nazionale ― Brasile olimpica | Cronologia completa delle presenze e delle reti in nazionale ― Brasile olimpica |
| Data                                                                            | Città                                                                           | In casa                                                                         | Risultato                                                                       | Ospiti                                                                          | Competizione                                                                    | Reti                                                                            | Note                                                                            |
| ------------------------------------------------------------------------------- | ------------------------------------------------------------------------------- | ------------------------------------------------------------------------------- | ------------------------------------------------------------------------------- | ------------------------------------------------------------------------------- | ------------------------------------------------------------------------------- | ------------------------------------------------------------------------------- | ------------------------------------------------------------------------------- |
| 22-7-2021                                                                       | Yokohama                                                                        | Brasile olimpica                                                                | 4 – 2                                                                           | Germania olimpica                                                               | Olimpiadi 2020 - 1°turno                                                        | 1                                                                               | 74’                                                                             |
| 25-7-2021                                                                       | Yokohama                                                                        | Brasile olimpica                                                                | 0 – 0                                                                           | Costa d'Avorio olimpica                                                         | Olimpiadi 2020 - 1°turno                                                        | -                                                                               | 79’                                                                             |
| 31-7-2021                                                                       | Saitama                                                                         | Brasile olimpica                                                                | 1 – 0                                                                           | Egitto olimpica                                                                 | Olimpiadi 2020 - Quarti di finale                                               | -                                                                               | 54’                                                                             |
| 3-8-2021                                                                        | Kashima                                                                         | Messico olimpica                                                                | 0 – 0                                                                           | Brasile olimpica                                                                | Olimpiadi 2020 - Semifinale                                                     | -                                                                               | 67’                                                                             |
| 7-8-2021                                                                        | Saitama                                                                         | Brasile olimpica                                                                | 2 – 1 dts                                                                       | Spagna olimpica                                                                 | Olimpiadi 2020 - Finale                                                         | -                                                                               | 114’                                                                            |
| Totale                                                                          |                                                                                 | Presenze                                                                        | 5                                                                               |                                                                                 | Reti                                                                            | 1                                                                               |                                                                                 |

## Palmarès

### Club

#### Competizioni statali
- Campionato Mineiro: 2

Atlético Mineiro: 2023, 2024

### Nazionale
- Oro olimpico: 1

Tokyo 2020

### Individuale
- Capocannoniere del Campionato brasiliano: 1

2023 (20 reti)